# Treinramp bij Viareggio
De treinramp bij Viareggio was een ontsporing en een explosie van een goederentrein, die plaatsvond op maandag 29 juni 2009 in de stad Viareggio in de Italiaanse regio Toscane.
Door de ontsporing ontplofte een tankwagen van een goederentrein, die net het station van Viareggio in Italië binnenreed. Hierbij kwamen 32 mensen om het leven en raakten 17 personen gewond, van wie 4 ernstig. De goederentrein met veertien wagons was vanuit het noorden op weg naar Pisa, ten zuiden van Viareggio.
De trein vervoerde lpg, een vloeibare brandstof, en zou vlak na het treinstation van Viareggio ontspoord zijn. Twee wagons raakten van de rails en dit veroorzaakte vonken. Door een lek, de schok en de vonken ontploften de wagons. Door de explosie werden nog eens vier wagons van de rails geblazen. De ontploffing was zo hevig dat twee gebouwen in de omgeving instortten. Tien andere gebouwen bleven de hele nacht in brand staan. Zo'n 1.000 bewoners werden geëvacueerd.
Volgens de Italiaanse minister van Transport, Altero Matteoli, is de ontsporing met de ramp als gevolg veroorzaakt door een breuk in een van de assen van een goederenwagon.